# 万圣寺
万圣寺，位于山西省临汾市洪洞县万安镇浅沟村西，大雄宝殿为晚清建筑。寺内陈列十余座宋、金时期古经幢。万圣寺已公布为洪洞县文物保护单位。